# Arsi occidentale
Arsi occidentale è una delle zone amministrative in cui è suddivisa la Regione di Oromia in Etiopia.

## Woreda
La zona è composta da 17 woreda:
1. Adaba
2. Arsi Negele
3. Arsi Negele town
4. Bishan Guracha
5. Dodola
6. Dodola town
7. Gedeb Asasa
8. Heban Arsi
9. Kofele
10. Kokosa
11. Kore
12. Nenesebo
13. Shala
14. Shashemene town
15. Shashemene Zuria
16. Siraro
17. Wondo